# Marian Kuszewski
Marian Zygmunt Kuszewski né le 31 octobre 1933 à Kielce  et mort le 5 mars 2012 est un escrimeur et maître d'armes polonais. Il a gagné deux médailles d'argent par équipe (sabre): l'une aux Jeux olympiques de Melbourne en 1956 et l'autre aux Jeux olympiques de Rome en 1960.

## Palmarès
- Jeux olympiques:
  -  médaille d'argent par équipe aux Jeux olympiques de Melbourne en 1956
  -  médaille d'argent par équipe aux Jeux olympiques de Rome en 1960[1]